# Prosoplus mindanaonis
Prosoplus mindanaonis är en skalbaggsart som beskrevs av Stefan von Breuning 1974. Prosoplus mindanaonis ingår i släktet Prosoplus och familjen långhorningar.
Artens utbredningsområde är Filippinerna. Inga underarter finns listade i Catalogue of Life.